# Ctenochaetus hawaiiensis
Espèce
Statut de conservation UICN

 LC  : Préoccupation mineure
Ctenochaetus hawaiiensis est une espèce de poissons de la famille des Acanthuridae.

## Systématique
L'espèce Ctenochaetus hawaiiensis a été décrite en 1955 par l'ichtyologiste américain John Ernest Randall (1924-2020).

## Répartition, habitat
Ctenochaetus hawaiiensis se rencontre dans l'océan Pacifique à travers une grande partie de l'Océanie, depuis la Micronésie, Wake et Minamitori-shima jusqu'à Hawaï et l'île Pitcairn.
C'est une espèce de récifs présente entre 1 et 61 m de profondeur mais plus généralement entre 5 et 40 m.

## Description
Ctenochaetus hawaiiensis peut mesurer jusqu'à 25 cm de longueur totale.

## Maintenance en aquarium
En aquariophilie, ce poisson se nourrit d'artémias, de krills et mysis sans oublier que c'est un excellent brouteur d'algues filamenteuses. Si l'aquarium en est dépourvu il faut faire une distribution d'algues séchées "nori".